# Blanzac (Alta Vienne)
Blanzac è un comune francese di 481 abitanti situato nel dipartimento dell'Alta Vienne nella regione della Nuova Aquitania.

## Società

### Evoluzione demografica
Abitanti censiti